# 表皮樣囊腫
表皮樣囊腫（英語：epidermoid cyst）是一種通常在皮膚上發現的良性囊腫。表皮樣囊腫主要源於表皮上的外胚層組織。在組織學的角度上，它是鱗狀上皮細胞所組成的。通常此类囊肿容易与毛髮囊腫相混淆；两者以往均被误归类为“皮脂腺囊肿”（sebaceous cyst），且此称呼现今仍被某些医师沿用。

## 成因
表皮樣囊腫通常由于表皮细胞進入真皮层，如外傷或手術造成。它們也可以通過相鄰的一個阻塞毛孔引起人體穿孔。它們也被視為在加德納氏綜合徵在頭部和頸部的症狀。它們可以通過細菌感染，並形成疙瘩狀。

## 形式
該表皮樣囊腫可能完全無症狀，挤压觸摸時则可能會产生疼痛或釋放膿液。與毛囊囊腫相比之下，表皮樣囊腫通常在於人體以相對較少的毛髮的部位生長。
表皮樣囊腫有時會與三叉神經痛一同出現。
縱使他們並非惡性，但亦有因表皮樣囊腫而引發惡性腫瘤的罕見病例。

## 診斷

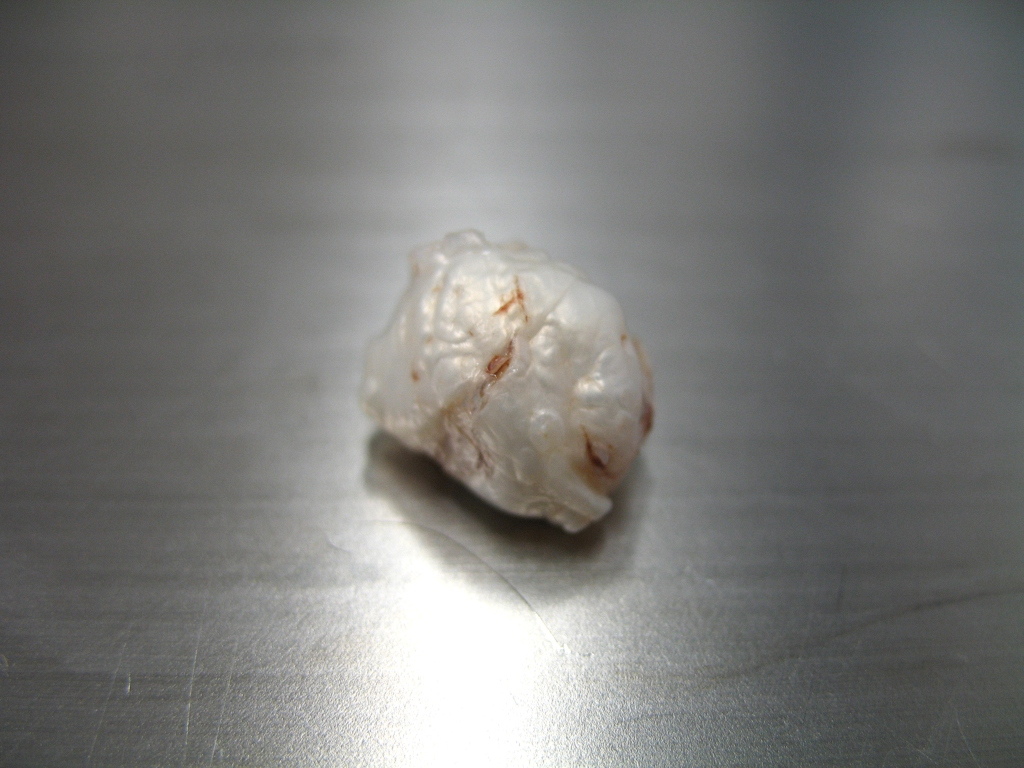
一個被切除的表皮樣囊腫

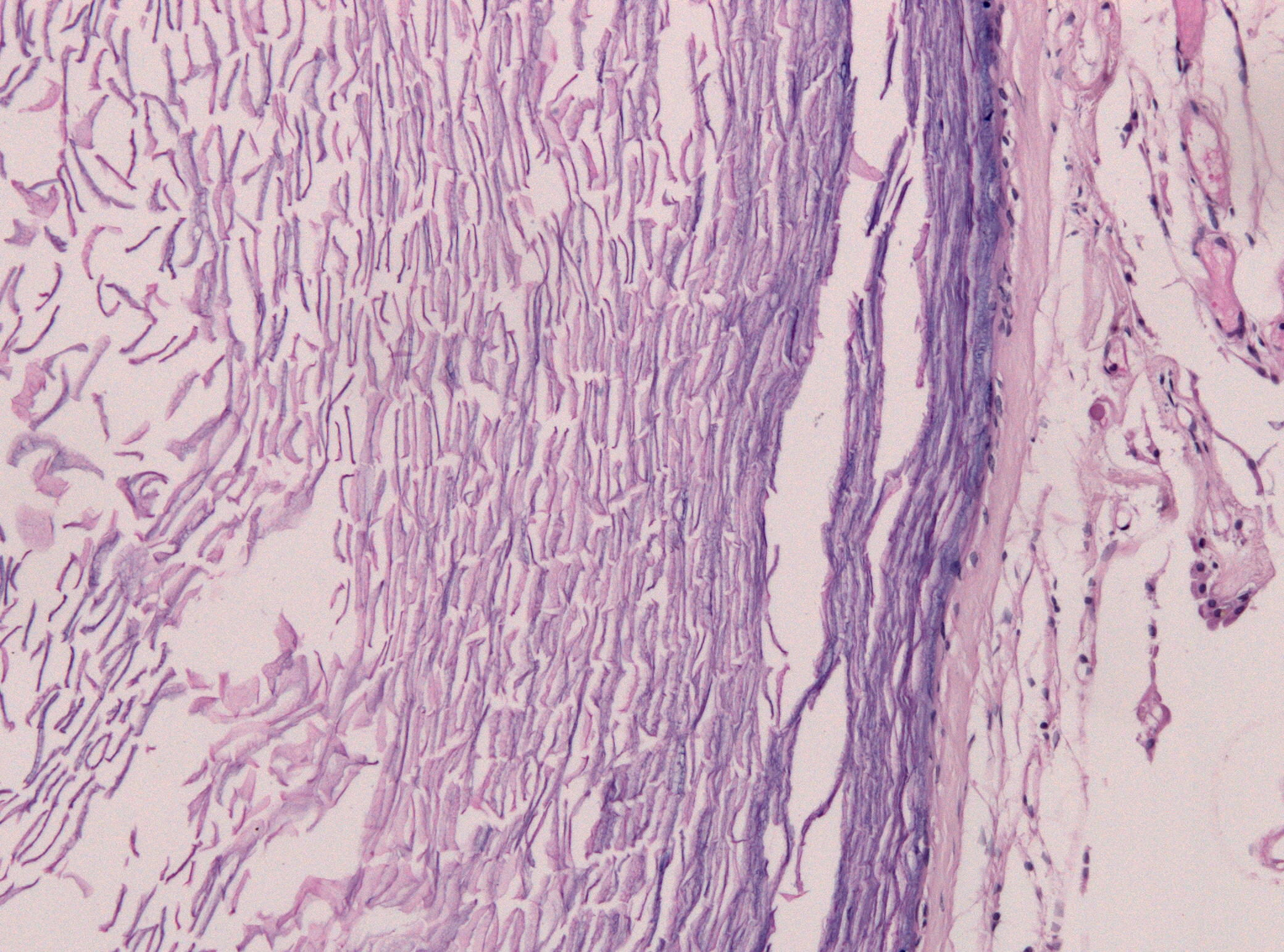
在病理切片上顯示的上皮細胞及成層角質蛋白（左旁）

表皮樣囊腫通常是由患者自己發現的，當因他們發現在皮膚上有腫脹而主動求醫作診斷。醫生會在切除相關組織後由病理學醫生通過顯微鏡作詳細檢查，包括表皮細胞的成層角質上是否有鈣化的跡象。它們同時亦能在磁力共振影像檢查或液體衰減反轉恢復檢查中發現。
在檢查的過程中，有部分的表皮樣囊腫被誤診為皮脂腺囊腫，主要原因是兩者同樣是在皮下發現的細小且無痛腫塊。

## 治療
表皮樣囊腫可通過切除手術被除去。手術切除是治療的最常用方法，至於切除的程度則由瘤囊與周圍的重要組織結構的粘附性而決定的。
過氧化氫凝膠 (H2O2) 是從前推薦治療藥物的其中一種，尤其是當囊腫位於身體穿環（耳環）上或附近。然而，凝膠因不能充分滲透囊腫而導致效用不顯著，加上它可能會破壞癒傷組織。當過氧化氫凝膠在耳環附近的囊腫使用時，過氧化物可能會因意外而進入耳道而導致耳聾，因此亦被評定為高風險治療。
在身體穿環附近的囊腫，患者可用熱鹽水浸泡患處，配合抗菌藥及爽身粉一同使用，以幫助清除囊腫，減少細菌繁殖。這個方法可在醫生給予進一步診治前使用。值得一提的是，有身體穿環的患者可以有機會將肥厚性疤痕誤當成囊腫。臉頰穿環比起其他地方的穿孔更容易導致囊腫，這主要是由附近的唾腺所造成的。

## 外部連結
- 囊腫 - Dermne （页面存档备份，存于）（英文）